# Sigfrid Lindström
Gustaf Hilding Sigfrid Lindström, född 19 april 1892 i Lidhult, Kronobergs län, död 1 maj 1950 i Halmstad, var en svensk författare, journalist och översättare. Han var son till komministern Peter Lindström och Anna Aquiliana Wickelgren och förblev ogift.

## Biografi
Sigfrid Lindström avlade filosofisk ämbetsexamen vid Lunds universitet 1918 efter sju års studier. Han var därefter anställd vid flera tidningar i Sydsverige och var därjämte verksam som översättare. Från 1926 var han bosatt i Halmstad.
Av vännerna i Lund liknades Lindström vid Sokrates, då han med välvilja och utan själviskhet delgav dem sina insikter som en vishetslärare. De kallade honom även Tristan på grund av hans svårmod. Han drog sig dock tidigt undan världen som han inte hade några illusioner om, och vars förgänglighet och grymma ytlighet han föraktade.
År 1922 debuterade  Lindström som författare med Sagor och meditationer. I diktsamlingen De besegrade (1927) skärps dragen av hans udda och pessimistiska personlighet. I den återfinns hans dikt "Ikaros" som bygger på myten med samma namn. Motiv från antiken och sagan blandade han med lyriska meditationer, och utan avund "prisar den som ädel strid har stridit". Som översättare har han bland annat översatt D.H. Lawrence och Albert Camus till svenska.
Lindström blev hedersledamot av Hallands nation 1941. År 1948 erhöll han De Nios Stora Pris.
På huset på Stålbrogatan i centrala Lund i vilket Lindström bodde under 1920-talet har Lunds kommun satt upp en plakett om Sigfrid 'Tristan' Lindström.

### Översättningar (urval)
- W. Somerset Maugham: Ett darrande blad: små historier från Söderhavsöarna (The trembling of a leaf) (Geber, 1924)
- D. H. Lawrence: Kvinnan som red bort och andra berättelser (The Woman who Rode Away and other stories) (översatt tillsammans med Siri Thorngren Olin, Geber, 1930)
- Hedin Brú: Berättelsen om Högni (Loghbra och Fastatøkur) (översatt tillsammans med Nils Edberg, Gleerup, 1939)
- C. S. Lewis: Från helvetets brevskola: studiebrev om de bästa metoderna att föra en själ till förtappelse (The Screwtape letters) (1944)
- Albert Camus: Främlingen (L'étranger) (Bonnier, 1946)
- Gérard de Nerval: Sylvie (Bibliofila klubben, 1948)
- Charles Lamb: Essayer (Gleerup, 1952)

## Priser och utmärkelser
- De Nios stora pris 1948